# Pontryaginklass
Inom matematiken är Pontryaginklasserna, uppkallade efter Lev Pontryagin, vissa karakteristiska klasser. Pontryaginklassen är i kohomologigrupper med grad en multipel av fyra. Den kan användas till reella vektorknippen.

## Definition
Givet en reell vektorknippe E över M är dess k-te Pontryaginklass pk(E) definierad som 
pk(E) = pk(E, Z) = (−1)k c2k(E ⊗ C) ∈ H4k(M, Z)
där:
- c2k(E ⊗ C) betecknar 2k-te Chernklassen av komplexifieringen E ⊗ C = E ⊕ iE av E, och
- H4k(M, Z) är 4k-kohomolgigruppen av M med heltalskoefficienter.

Rationella Pontryaginklassen pk(E, Q) definieras som bilden av pk(E) i H4k(M, Q), 4k-kohomologigruppen M med rationella koefficienter.

### Allmänna källor
- Milnor John W.; Stasheff, James D. (1974). Characteristic classes. Princeton, New Jersey; Tokyo: Princeton University Press / University of Tokyo Press. ISBN 0-691-08122-0
- Hatcher, Allen (2009). ”Vector Bundles and K-Theory (ver. 2.1)”. Arkiverad från originalet den 1 juli 2010. https://web.archive.org/web/20100701122505/https://math.cornell.edu/~hatcher/VBKT/VBpage.html.